# هيل كلاين
هيل كلاين (بالسويدية: Helle Klein)‏ هي قسيسة وصحفية سويدية، ولدت في 9 يوليو 1966 في ستوكهولم في السويد.